# جيمس مونرو تروتر
جيمس مونرو تروتر (بالإنجليزية: James Monroe Trotter)‏ هو عسكري أمريكي، ولد في 7 فبراير 1842 في Grand Gulf Military State Park ‏ في الولايات المتحدة، وتوفي في 26 فبراير 1892.